# Hylaeus damascenus
Hylaeus damascenus là một loài Hymenoptera trong họ Colletidae. Loài này được Magretti mô tả khoa học năm 1890.